# Kip svetega Jurija, Špičnik
Kip Svetega Jurija je bil postavljen leta 1848 v spomin na odpravo tlake. Obnovili so ga leta 1948, saj je bil v zelo slabem stanju.
Kip stoji na kmetiji Dreisibner na Špičniku. Svetnik v rimski vojaški uniformi z vzpenjajočega se konja prebada krilatega zmaja pod seboj. Figuralna skupina v tradicionalni baročni kontrapostni kompoziciji je umetno obrtni izdelek, ulit iz kamene mase. Njegov podstavek nosi oznake: 18GMK 48 in Obnov JRD 1937.
Sveti Jurij legendarni krščanski mučenec, ki naj bi leta 303 umrl kot rimski častnik. Njegov boj z zmajem je poznejši dodatek iz 11. stoletja, križarji so njegovo čaščenje prinesli na Zahod. Od 13. stoletja je narodni svetnik Anglije, zaščitnik konjenikov, kmetov in izdelovalcev orožja.